# 門 (建築物)

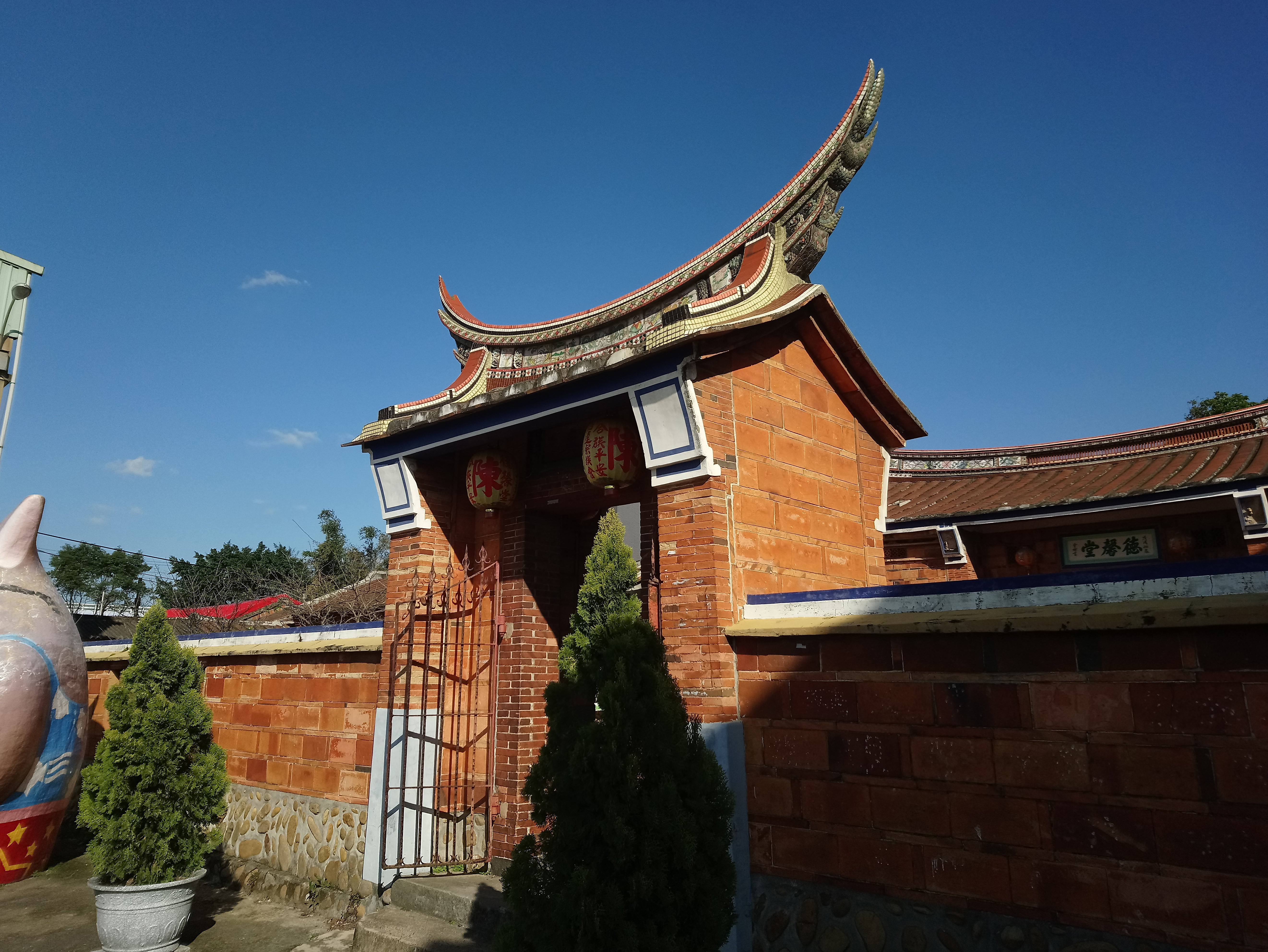
蘆竹德馨堂門樓。

門是指標示出入口的結構物，中間可供人穿過；而建築物型式的門，又被稱為門樓。傳統以石与砖造的门框变化型多，有西方常见的拱门，也有东方的棂星门、隘门、石库门、八挂门、花瓶门、洞门等。 
古代的门，其中以城门为最重要的门，今日不少的城门都成了保护中的古迹。西方則常見以「凱旋門」。
一些球類運動設有球门，如三柱门。

## 延伸阅读
[在维基数据编辑]
 《欽定古今圖書集成·經濟彙編·考工典·門戶部》，出自陈梦雷《古今圖書集成》